# Губаль (протока)
27°48′48″ пн. ш. 33°55′14″ сх. д. / 27.81333° пн. ш. 33.92056° сх. д.
Губа́ль — протока між Синайським півостровом і великими кораловими рифами в Червоному морі, на північному заході від мису Рас-Мухаммад. Характеризується порівняно невеликими глибинами (до 40-50 м), середніми течіями, а також — малообжитих узбережжям, покритим средньовисотними горами.
Згідно з романом Жуля Верна «20 000 льє під водою», саме через протоку Губаль «Наутілус» входив в Суецьку затоку.
Нині затока має популярність серед дайверів через наявність у ньому цікавих затонулих об'єктів.